# Die Viertelliterklasse
Die Viertelliterklasse ist ein österreichischer Film aus dem Jahre 2005 mit Roland Düringer in vier Hauptrollen. Eigentlicher Hauptdarsteller ist jedoch der Alkohol, da alle vier Charaktere schwere Alkoholiker sind. Ihr Alkoholismus prägt auch die peinlich-komischen bis tragischen Handlungen im Film. Die Tragikomödie basiert auf dem gleichnamigen Kabarettstück aus dem Jahr 2001.

## Handlung
Der erste Teil des Films beschäftigt sich mit dem gegenwärtigen Leben von vier Alkoholikern in unterschiedlichen Lebenslagen, erzählt in vier aufeinanderfolgenden Abschnitten. Diese Personen, Herr Frust, Herr Angst, Herr Stress und Herr Zorn, sind je nach ihrem wesentlichen Charakterzug benannt. Der Zuseher erhält einen Einblick in den Alltag der vier Hauptpersonen, begleitet von der Erzählstimme des jeweils Betroffenen. Alle vier Personen, die in Auftreten, Sprachstil und Erscheinungsbild grundverschieden sind, werden von Roland Düringer dargestellt. Herr Frust, der immer biertrinkende Lagerarbeiter, Herr Angst, der Schauspieler auf Abwegen, Herr Zorn, ein verärgerter Handykäufer, und Herr Stress, der Firmenbesitzer, für den Zeit Geld ist.
Nachdem die vier Personen vorgestellt worden sind, fügen sich deren Geschichten allmählich zusammen. Es stellt sich heraus, dass Herr Frust Lagerarbeiter bei Herrn Stress ist. Dieser wiederum engagiert Herrn Angst für seine Weihnachtsfeier im Unternehmen als Stargast. Und Herr Zorn findet letztendlich ebenfalls zu Herrn Stress, da dessen Unternehmen dafür verantwortlich ist, dass sein Handy nie wunschgemäß funktioniert.
Im Laufe der Weihnachtsfeier beginnt nun alles außer Kontrolle zu geraten – bedingt durch übermäßigen Alkoholkonsum. Während Herr Frust ungeniert ein Bier nach dem anderen trinkt, kippt Herr Stress genussvoll ein Glas Whisky nach dem anderen in seinem Büro. Herr Angst führt seinen Alkohol immer in Medizinfläschchen getarnt mit sich und Herr Zorn findet sich jeden Abend stundenlang in seiner Stammbar ein – greift aber auch zu Hause immer wieder zum Glas.
Mit zunehmender Alkoholisierung der Charaktere beginnen die Ereignisse zusehends rätselhafter zu werden. Herr Frust hat im Laufe des Abends eine Vision: Sein Sohn Kevin (Samuel Kalakatroni), der wegen Verhinderung der Mutter ebenfalls auf der Weihnachtsfeier anzutreffen ist, wird plötzlich in jeder Szene sichtlich um ein paar Jahre älter, bis er dann betrunken vom Barhocker fällt. Wenig später wird er von seiner Mutter mit Rollstuhl aus dem Gebäude geführt. Es heißt, er wird sich "übermorgen in dreizehn Jahren" nach einem Discobesuch mehrmals mit einem Auto überschlagen und deshalb im Rollstuhl sitzen.
Ebenso mysteriös finden sich im Whisky-Schrank von Herrn Stress bei jedem erneuten Öffnen andere Getränke – und zwar immer weniger. Auch das Leben von Herrn Zorn bleibt rätselhaft. Als der bereits schwer alkoholisierte Herr Angst seine Nervosität weggetrunken hat und vom ebenso schwer betrunkenen wie peinlichen Unternehmenschef auf die Bühne gebeten wird, erhebt Herr Zorn eine Handfeuerwaffe und sagt entschlossen „Zugriff“. Ein Polizeisonderkommando stürmt die Räumlichkeiten und beendet die „illegale Alkoholparty“. Der Film scheint nun zu enden. Eingeblendet wird „Herrn Zorns Rache“ – darunter die Namen der Schauspieler. Doch dann geht es weiter. Herr Angst hält nun doch seine Lesung, die aufgrund seiner Alkoholisierung zur allgemeinen Belustigung gerät, was er jedoch für große Begeisterung hält.
Nach Beendigung seiner Lesung glaubt Herr Angst, das Interesse der Sekretärin Sybille (Eva Billisich) auf sich gezogen zu haben. Dasselbe denkt auch Herr Stress, der neben ihr im Publikumsbereich gesessen hat, und der Lagerarbeiter Herr Frust. Jeder der Männer erzählt nun aus seiner Sicht, wie er die Gunst von Sybille für sich gewinnen will. Letztendlich darf im Film jeder mit ihr alleine nach Hause gehen. Doch in jedem Fall endet das Date mit einem der Betrunkenen mit einem schweren Unfall von Sybille, die man daraufhin am OP-Tisch sieht. Bereits während der gesamten Dauer des Films wurden immer wieder Ausschnitte aus der Operation einer nicht erkennbaren Person gezeigt. Der Zuseher fragt sich, was passieren wird und wer die Person auf dem OP-Tisch sein wird.
Doch die Erzählperspektive wird erneut gewechselt. Nun erzählt Sybille ihre Sicht der Dates. Dieses Mal endet jedes Date mit einer Abfuhr an die peinlichen Eroberungsversuche der betrunkenen Verehrer. Doch auch in Sybilles Version gibt es am Ende jeden Dates wieder einen schrecklichen Unfall. Nachdem Herr Frust abgeblitzt ist, stößt er Sybille in einer Affekthandlung die Treppe hinunter, und nach der Absage an Herrn Angst schlägt dieser wütend mit einer Glasflasche auf Sybilles Kopf. Nur nach der Abfuhr an Herrn Stress passiert vorerst nichts. Der freundliche indische Taxifahrer – der bisher bei jeder der zahlreichen Taxifahrten der Taxifahrer war – begleitet Sybille bis zur Haustür in hoffnungsvoller Erwartung. Als sie ihn nicht mit einlässt, verabschiedet er sich freundlich und stürzt danach unaufmerksam die Treppe vor dem Haus hinunter. Er hat sich zwar scheinbar nicht ernsthaft verletzt und steht wieder auf, doch ist er derjenige, der im Krankenhaus operiert wird.
Es stellt sich heraus, dass er eine Schlüsselbeinverletzung erlitten hat, die in einer Routineoperation geheilt werden soll, um Schlimmeres in der Zukunft zu vermeiden. Doch bei der OP treten Komplikationen auf. Einer der Chirurgen hat die falsche Infusion angehängt. Als die anderen Ärzte dies merken, ist es bereits zu spät, um Gegenmaßnahmen einzuleiten. Der Taxifahrer stirbt. Der Chirurg, der dies zu verantworten hat, wird als Herr Zorn erkennbar. Vor der OP, die gegen 6 Uhr 30 am Morgen stattgefunden hat, war er noch bis halb drei in seiner Stammbar, um sich zu betrinken. Der Geist des freundlichen Taxifahrers begleitet ihn nun auf seinem Nachhauseweg und erzählt ihm, dass er nicht böse darüber sei, dass er durch einen unnötigen Fehler gestorben ist, da er Hindu ist und an die Wiedergeburt glaube. Weiter sinnierte er, dass er vielleicht als Tier wiedergeboren werde – etwa als Raubkatze. Herr Zorn ist mittlerweile zu Hause angekommen und geht auf seinen Balkon im Obergeschoss eines Wohnhauses. Er starrt freudlos nach vorne und lässt eine Flasche, die er eben noch in der Hand gehalten hat, fallen. Die Kamera schwenkt über die Stadt (Wien), bis sie auf der Dachterrasse von Sybille ankommt. Der Film endet, als plötzlich eine Katze auftaucht, die von Sybille freudig aufgenommen wird.

## Kritiken
- Oberösterreichische Nachrichten vom 4. März 2005: „Die Filmtechnik sollte die Bühnenherkunft der Groteske vergessen machen. Doch bei der Flut der Bilder, der Rückblenden und der angebotenen Variationsmöglichkeiten denkt man sehnsüchtig an die klarere Bühnenversion. Düringer zeichnet die Charaktere (vor allem den Schauspieler) gut und bietet ein überraschendes Ende an. Der Film verschluckt aber eine wohl ehrlich gemeinte Missbrauchswarnung fast ganz.“

- kabarett.at: „Wie schon auf der Bühne verzichtet Roland Düringer zwar nicht auf komödiantische Effekte, wohl aber auf das Ausspielen von Gags und auf die Platzierung von Wuchteln. Seine grandiose Kunst der Darstellung zeichnet vier bitterböse Charakterstudien und läßt zugleich das zutiefst tragische emotionale Desaster seiner Figuren erahnen. Dabei lässt er aber den Zeigefinger brav in der Hosentasche stecken. Und wie schon so oft in Düringers Geschichten hat DIE VIERTELLITERKLASSE einen völlig unerwarteten Schluss.“

- skip.at: „Die Namen – Stress, Frust, Angst und Zorn – sind die Gründe, warum Menschen trinken. Alle vier Hauptfiguren werden von Roland Düringer gespielt. Aber das ist nicht der einzige Grund, der Die Viertelliterklasse zu einem extrem ungewöhnlichen Kinoerlebnis macht. ‚Sämtliche Kriterien, die einen normalen Film ausmachen, wurden bei uns außer Acht gelassen‘, erklärt der Werbefilmer Florian Kehrer, der Roland Düringer bei seinem Regiedebüt als Co-Regisseur zur Seite stand. ‚Kein klassischer Hauptheld, kein klassischer Handlungsstrang, kein klassisches Happyend, nichts davon ist da – aber das war der einzige Weg, um diese Geschichte im Kino auf den Punkt zu bringen.‘“

## Produktion
Gedreht wurde zwischen März und April 2004 in Wien und Niederösterreich. Der im Verleih der „Luna“ befindliche Film hatte am 4. März 2005 Premiere in den Kinos. Die Viertelliterklasse wurde im Rahmen des Film-/Fernseh-Abkommens mit Förderungen aus dem Filmfonds Wien sowie vom Österreichischen Filminstitut als Referenzfilm gefördert. Filmtonmeister war Walter Amann. Das Szenenbild gestaltete Hans Jager, das Kostümbild Martina List.
Mit 40.559 Besuchern (bis 31. Dezember 2005) war der Film in den österreichischen Kinos nicht besonders erfolgreich.